# 栗生澤猛夫
栗生澤 猛夫（くりうざわ たけお、1944年10月5日 - ）は、日本の歴史学者。主専攻はロシア中世・近世史。北海道大学名誉教授。北海道大学文学部長・大学院文学研究科長を歴任。

## 経歴
出生から修学期
1944年、岩手県盛岡市で生まれた。1963年3月に岩手県立盛岡第一高等学校卒業し、一橋大学経済学部に進学。1967年に卒業して一橋大学大学院社会学研究科に進み、1971年に修士課程を修了。大学での指導教官は金子幸彦であった。北海道大学大学院文学研究科博士課程に移り、1974年に単位取得退学。
ロシア史研究者として
1974年4月、日本学術振興会奨励研究員となった。同1974年10月よりベルリン自由大学東欧研究所に研究留学（ドイツ学術交流会奨学生として）。1976年、小樽商科大学商学部助教授に就いた。1985年に同教授昇格。1987年、北海道大学文学部助教授に転じ、1994年に同教授となった。2000年4月からは北海道大学大学院文学研究科教授。2004年、同大学文学部副学部長(副研究科長)、2006年から2008年まで同部長(研究科長)を務めた。2008年3月に北海道大学を退職し、同年4月に名誉教授となった

## 著書
単著
- 『ボリス・ゴドノフと偽のドミトリー：「動乱」時代のロシア』山川出版社 1997
- 『タタールのくびき：ロシア史におけるモンゴル支配の研究』東京大学出版会 2007
- 『図説 ロシアの歴史』河出書房新社 2010
- 『『ロシア原初年代記』を読む』成文社 2015

共著
- 『ビザンツとスラヴ』(世界の歴史 11) 井上浩一共著、中央公論社 1998
  - 文庫化 中公文庫 2009

訳書
- 『歴史学の革新：「アナール」学派との対話』アントン・グレーヴィチ（英語版）著、平凡社 1990
- 『イヴァン雷帝』R・G・スクルィンニコフ（ロシア語版）著、成文社 1994
- 『 マルク・ブロックの「遺言」』アントン・グレーヴィチ（英語版）著、吉田俊則共訳、リキエスタの会 2001
- 『スターリンとイヴァン雷帝：スターリン時代のロシアにおけるイヴァン雷帝崇拝』モーリーン・ペリー（英語版）著、成文社 2009